# モデルガールズ
モデルガールズは、2012年に結成された日本のガールズユニット。オスカープロモーション所属。
2014年6月に行われた結成2周年記念イベントを最後にグループでの活動は休止状態である。

## 概要
オスカープロモーションに所属する約6000名の中から選ばれたトップモデルによるユニットである。同事務所が考案・開発したエクササイズ「モデル体操」の普及を目的として結成された。平均身長175cm、平均股下84cm、全員が9頭身というスタイルが特徴である。2012年5月21日にザ・プリンス パークタワー東京にてデビューお披露目記者発表会が行われ、8月に講談社から写真集、9月にポニーキャニオンからDVDを発売し、10月にソニーグループからCDデビューすることが発表された。デビューお披露目記者発表会には同事務所所属の剛力彩芽と武井咲が応援に駆けつけ、花束を贈呈した。
モデル出身のスタイルを活かし、イメージキャラクターに就任やさまざまなイベントへの出席、テレビ、ラジオへの出演などの活動とともに、デビューシングル「ROCK STAR」の発売を記念したデビューイベントの開催など行った。

## 略歴
2012年
- 5月21日、ザ・プリンス パークタワー東京にてデビューお披露目記者発表会を行う。
- 8月27日、1st写真集「DVDつき 秘伝の『モデル体操』」を発売。
- 9月6日、SME乃木坂ビルで行われた『公開ライヴレコーディング&新ヴィジュアルお披露目イベント』にて、同年10月24日にシングル「ROCK STAR」でデフスターレコーズよりメジャーデビューすることを発表した。
- 9月19日、1stDVD「モデル体操DVD」を発売。
- 10月24日、1stシングル「ROCK STAR」を発売。楽曲は世界20か国（アメリカ、カナダ、イギリス、イタリア、スペイン、フランス、ドイツ、オーストリア、スイス、オランダ、フィンランド、スウェーデン、アルゼンチン、ブラジル、チリ、コロンビア、ペルー、オーストラリア、ニュージーランド、日本）で同時配信。

2013年
- 12月4日、2ndシングル「WE ARE THE GIRLS」を発売。

2014年
- 2月6日、ニコニコ生放送「モデルガールズ nicoTV」放送開始。
- 4月14日、公式ツイッターを開設。
- 5月、SHOWROOM「モデルガールズShowroom」放送開始。
- 6月29日、シダックス カルチャーホールにて結成2周年記念イベントを開催。
- 7月25日、「オスカープロモーション教育全集2 〜オーディション / 就活 対策編〜」発売。
- 9月18日、トークアプリ「755」で「楽屋裏トーク」を開始。

## メンバー
| 氏名       | 生年月日      | 出身地   | 血液型 | 身長  | 股下 | シューズ | チャームポイント | 備考 |
| ---------- | ------------- | -------- | ------ | ----- | ---- | -------- | ---------------- | --- |
| 苫米地玲奈 | 1986年7月19日 | 青森県   | A型    | 175cm | 84cm | 25cm     | 背中のライン     | 第1回インターネット美女コンテストグランプリ |
| 尾花貴絵   | 1992年7月28日 | 神奈川県 | O型    | 174cm | 82cm | 24.5cm   | デコルテライン   | 第36代旭化成グループキャンペーンモデル。父は元プロ野球選手・監督の尾花高夫。2021年3月にオスカープロモーションを退所し、同年5月にREVIVE（リバイヴ）に移籍。                |
| 春輝       | 1990年4月27日 | 大阪府   | B型    | 174cm | 83cm | 24.5cm   | ネックライン     | 2009アジアスーパーモデルコンテスト・フォトジェニック賞 |
| 簑島宏美   | 1986年6月14日 | 神奈川県 | O型    | 174cm | 82cm | 24cm     | くびれ           | 2009ミス・インターナショナル準グランプリ |
| 河合ひかる | 1990年12月3日 | 宮城県   | A型    | 176cm | 86cm | 24.5cm   | 脚               | 第19代トリンプ・イメージガール。｢ミス・ワールド2014｣日本代表。後にC.C.ガールズ3のメンバーとなるも脱退しオスカープロモーションも退所。その後、ファッションスタジオに移籍。 |
| 中村さくら | 1981年10月3日 | 大阪府   | O型    | 176cm | 86cm | 24.5cm   | ヒップ           | 旧メンバー（オスカープロモーションを退所） |
| 藤本恵理子 | 1981年8月2日  | 兵庫県   | AB型   | 175cm | 85cm | 24.5cm   | バスト           | 旧メンバー（オスカープロモーションを退所） |
| 滝元吏紗   | 1988年10月8日 | 北海道   | A型    | 176cm | 86cm | 25cm     | ウエスト         | 旧メンバー（セントラルジャパンに所属していた） |

## 出演
個人の活動については、それぞれの項を参照のこと。

### テレビ
レギュラー
- 大人番組リーグ(2012年11月4日 - 2013年1月・3月31日、WOWOW) - アシスタント[18][19]
- 殺しの女王蜂(2013年10月4日 - 12月20日、テレビ東京) - 主演

ゲスト
- 1番ソングSHOW 1周年記念 人気アーティスト初体験SP(2012年10月3日、日本テレビ)[20]
- ウチくる!?(2013年1月13日、フジテレビ)
- めちゃ2イケてるッ!「フジTV 警察密着!24時 逮捕の瞬間100連発」(2013年2月2日、フジテレビ) - 一部[21]
- CLAMPドラマ ホリック〜xxxHOLiC〜(2013年3月31日・4月7日、WOWOW) - 6・7話 娼婦たち 役[22]

### ラジオ
- 劇団サンバカーニバル(2012年10月27日、FM-FUJI) - 公開生放送
- シンクロのシティ(2012年11月1日、Tokyo FM) - 公開生放送
- "SUNDAY IN THE PARK" special 山梨県オールトヨタ新車フェスタ in アイメッセ山梨(2013年1月20日、FM-FUJI) - 公開生放送[23]

### WEB配信
- モデルガールズ リレー連載(2012年11月7日 - 、モデルプレス)
- モデルガールズ nicoTV (2014年2月6日 - 、ニコニコ生放送)
- モデルガールズShowroom (2014年5月 - 、SHOWROOM)
- コラム「きらり コラム」 (2014年10月 -、ニュースサイトOVO)

### イメージキャラクター
- モデル体操 イメージキャラクター(2012年、オスカープロモーション考案・セントラルスポーツ協力)[注 1]
- 2012ジャパンカップサイクルロードレース PRキャラクター(2012年、宇都宮市主催)[24]
- 「PRIVIO」 PRキャラクター（2012年、ブラザー販売）[25]
- 「トワイライト・オン」運動 キャンペーン隊(2012年、警視庁)[26]

### イベント
- 富士通 Ultrabook Debut Event(2012年6月22日、新宿ステーションスクエア)[27]
- ポルシェ「ニューボクスター」日本上陸記念イベント（2012年6月22日、東京ミッドタウン）[28]
- ユニクロ クールシェアスポット in 六本木「春夏用機能性インナー涼しさ体感イベント」（2012年7月12日、六本木ヒルズアリーナ）[29]
- NOCO★NOCO PARTY in 渋谷(2012年7月21日、渋谷ヒカリエ)[30]
- インクジェットプリンター新ブランド「PRIVIO」発表会および新製品発表会(2012年8月23日、東京)[31]
- 「クーポン ネットワーク」サイトオープン記者発表会(2012年9月4日、東京)[32]
- 「トワイライト・オン」運動「点灯出発式」（2012年10月3日、東京・代々木公園）[33]
- 2012ジャパンカップサイクルロードレース(2012年10月19日、宇都宮) - オープニングイベント[34]
- ｢Artellignt Christmas2012｣点灯式（2012年11月6日、東京・六本木ヒルズけやき坂）[35]
- 「DOONYE＆BOURKE Disney Collection」発売記念イベント（2012年11月19日、東京）[36]
- 「美ジネスマン&美ジネスウーマン コンテスト」本選大会（2013年2月24日、東京・渋谷ヒカリエ）
- 「戦国パチスロ信長の野望　天下創世」 新機種発表会 (2013年3月5日、東京)[37]
- TOKYO TWINKLE -TOKYO CITY☆KEIBA-(2013年4月10日、東京・大井競馬場)[38]
- ポケモンゲームショウ（2013年8月17日、東京ビッグサイト） - オープニングイベント[39]
- スーパーオクトーバーフェスト in Tokyo Dome 2013（2013年11月30日、東京ドーム）[注 2]
- 富山ガールズアップフェスタ2014（2014年12月14日、富山）[41]

## 作品

### シングル
| 収載曲        |
| ------------- |
| ROCK STAR     |
| TIGER LILY    |
| LET ME LET ME |

| 収載曲           |
| ---------------- |
| WE ARE THE GIRLS |
| TOKYO GIRLS      |

タイアップ
- 「ROCK STAR」

日本テレビ系「PON!」2012年10月エンディングテーマ
日本テレビ系「ハッピーMusic」2012年10月POWER PLAY
- WE ARE THE GIRLS

テレビ東京系ドラマ24「殺しの女王蜂」エンディングテーマ

### 映像作品
- モデル体操DVD（2012年9月19日、ポニーキャニオン）[注 3]
- オスカープロモーション教育全集2 〜オーディション / 就活 対策編〜（2014年7月11日、オスカープロモーション）[注 4]

### 写真集
- DVDつき 秘伝の「モデル体操」（2012年8月27日、講談社）ISBN 978-4-06-217836-5[9]